# ظهیر احمد بابر
ظهیر احمد بابر (انگلیسی: Zaheer Ahmad Babar؛ زادهٔ ۱۹۶۵) مارشال ارشد هوایی نیروی هوایی پاکستان است، که از مارس ۲۰۲۱ به‌عنوان شانزدهمین رئیس ستاد نیروی هوایی پاکستان فعالیت می‌کند.
بابر فعالیت نظامی را از سال ۱۹۸۶ در نیروی هوایی پاکستان آغاز کرد، از ۲۰۱۳ تا ۲۰۱۵ فرماندهی استراتژیک نیروی هوایی پاکستان را برعهده داشت، از ۲۰۱۵ تا ۲۰۱۷ مدیر آموزش نیروی هوایی بود، از ۲۰۱۷ تا ۲۰۱۹ فرماندهی پدافند هوایی پاکستان را برعهده داشت و از ۲۰۱۹ تا ۲۰۲۱ جانشین رئیس ستاد نیروی هوایی پاکستان بود.